# Casa del carrer Verdaguer, 2 (Sant Pere de Torelló)
La Casa del carrer Verdaguer, 2 és una obra de Sant Pere de Torelló (Osona) protegida com a Bé Cultural d'Interès Local.

## Descripció
El més interessant de la casa del carrer de Verdaguer són dues obertures, ja que no es conserva l'estructura original de l'edifici. Una d'elles, que segurament hauria estat una porta, només conserva la llinda de fusta (1695) i l'altra és una finestra amb ampitador motllurat i brancals de carreus de pedra desiguals i ben tallats, i llinda d'un sol carreu.

## Història
Aquestes obertures corresponen a una casa que, per la seva situació formava part del conjunt d'habitatges vinculat a l'església parroquial de Sant Pere, documentat des dels segles XII-XIII. Però durant els segles xiv i xv, al disminuir la població, la majoria d'aquests habitatges foren abandonats i reconstruïts novament a partir del segle xvi, quen amb la industrialització es tornaren a habitar. L'estructura urbanística d'aquest nucli antic s'ha mantingut, però moltes cases han estar reformades encara que algunes han mantingut les obertures antigues, perdent-se l'estructura de les cases originals.